# Corynellus ochraceus
Corynellus ochraceus là một loài bọ cánh cứng trong họ Cerambycidae.